# Pseudophaloe tellinoides
Pseudophaloe tellinoides är en fjärilsart som beskrevs av Erich Martin Hering 1925. Pseudophaloe tellinoides ingår i släktet Pseudophaloe och familjen björnspinnare. Inga underarter finns listade.